# Cuna de valientes
Cuna de valientes es una película mexicana filmada en 1971, pero estrenada en cine el 28 de diciembre de 1972, teniendo como locaciones el Heroico Colegio Militar de la Ciudad de México donde se destacan las actuaciones de Enrique Rambal, Valentín Trujillo, René Muñoz, y Marco Antonio Campos "Viruta". Está dirigida por Gilberto Martínez Solares.

## Reparto
- Valentín Trujillo como Roberto Otero
- Enrique Rambal como El General
- Gregorio Casal como Humberto, El Comandante en Jefe
- René Muñoz como Él mismo
- Manuel Corcuera como Arturo Alvarado
- Julián Bravo como Maurício Hernández
- Marco Antonio Campos «Viruta» como El Consejero de Cadetes
- Guillermo Herrera
- Nubia Martí
- Ana Lilia Tovar
- Sisi Ducoing
- María Fernanda
- Eduardo MacGregor como  Mayor Médico
- Nathanael León como Profesor de Defensa Personal
- Armando Acosta como Papá de Maurício
- Dolores Camarillo como Mamá de Maurício
- Marcelo Villamil como Don Rodrigo Otero
- Carlos León como Profesor
- Carmen Aguilar
- María del Mar
- Amado Zumaya